# Microtritia mirifica
Microtritia mirifica är en kvalsterart som beskrevs av Wojciech Niedbała 2004. Microtritia mirifica ingår i släktet Microtritia och familjen Euphthiracaridae. Inga underarter finns listade i Catalogue of Life.